# ZNF740
ZNF740 (англ. Zinc finger protein 740) — білок, який кодується однойменним геном, розташованим у людей на 12-й хромосомі. Довжина поліпептидного ланцюга білка становить 193 амінокислот, а молекулярна маса — 21 857.
| 10         |  | 20         |  | 30         |  | 40         |  | 50         |
| ---------- |  | ---------- |  | ---------- |  | ---------- |  | ---------- |
| MAQASLLACE |  | GLAGVSLVPT |  | AASKKMMLSQ |  | IASKQAENGE |  | RAGSPDVLRC |
| SSQGHRKDSD |  | KSRSRKDDDS |  | LSEASHSKKT |  | VKKVVVVEQN |  | GSFQVKIPKN |
| FVCEHCFGAF |  | RSSYHLKRHI |  | LIHTGEKPFE |  | CDICDMRFIQ |  | KYHLERHKRV |
| HSGEKPYQCE |  | RCHQCFSRTD |  | RLLRHKRMCQ |  | GCQSKTSDGQ |  | FSL        |

A: Аланін

C: Цистеїн

D: Аспарагінова кислота

E: Глутамінова кислота

F: Фенілаланін

G: Гліцин

H: Гістидин

I: Ізолейцин

K: Лізин

L: Лейцин

M: Метіонін

N: Аспарагін

P: Пролін

Q: Глутамін

R: Аргінін

S: Серин

T: Треонін

V: Валін

Кодований геном білок за функцією належить до фосфопротеїнів. 
Задіяний у таких біологічних процесах, як транскрипція, регуляція транскрипції. 
Білок має сайт для зв'язування з іонами металів, іоном цинку. 
Локалізований у ядрі.